# Antíoc IV de Commagena
Antíoc IV Epífanes de Commagena (Antiochus, Ἀντίοχος Ἐπιφανής) fou rei de Commagena. Era fill d'Antíoc III de Commagena i va rebre el regne per decisió de Cal·lígula l'any 38, que el tenia entre els seus amics, i li va incloure una part de Cilícia i les rendes de Commagena durant els 20 anys que havia estat província romana.
Però al cap d'un temps (vers el 39) fou desposseït per Cal·lígula probablement a causa d'alguna baralla. Va estar restaurat el 41 per Claudi.
El seu fill Antíoc Epífanes es va casar amb Drusila, filla d'Agripa.
Va sufocar la revolta tribal dels clites a Cilícia. La primavera del 58, Gneu Domici Corbuló, amb plens poders, va deixar a Síria les legions IV i Legió XII Fulminata al comandament de Cesti Gal i va entrar a l'Armènia des Capadòcia amb les legions III, VI i la Legió XV Apollinaris i va avançar vers Artàxata, mentre que Pharsman I d'Ibèria atacava pel nord, i Antíoc IV de Commagena, un altre client romà, atacava pel sud-oest i va obtenir una part d'Armènia.
El 70 va donar suport a Vespasià i va enviar tropes sota la direcció del seu fill per ajudar Tit Flavi durant el setge de Jerusalem. El 72 fou acusat per Petus, governador de Síria, de conspiració amb els parts i poc després el seu regne fou suprimit i annexionat (73).
El rei es va retirar a Roma on va viure amb els seus fill Antíoc i Cal·línic, essent tractat respectuosament fins a la seva mort. El seu net, Filopap, va incorporar la seva imatge en el mausoleu que es feu construir a Atenes, el monument de Filopap.